# ديفيد لي (لاعب كرة قدم أمريكية شمالية)
ديفيد لي هو لاعب كرة قدم أمريكية شمالية ‏ كندي، ولد في 4 سبتمبر 1990 في لندن في كندا.